# Tărnovtsa
Tărnovtsa (bulgariska: Търновца) är ett distrikt i Bulgarien.   Det ligger i kommunen Obsjtina Tărgovisjte och regionen Tărgovisjte, i den östra delen av landet, 270 km öster om huvudstaden Sofia.